# Macrosphenus kempi
A Macrosphenus kempi a verébalakúak (Passeriformes) rendjébe, ezen belül a Macrosphenidae családba tartozó faj.

## Rendszerezése
A fajt John Cassin angol zoológus és ornitológus írta le 1905-ben, az Amaurocichla nembe Amaurocichla kempi néven.

## Alfajai
- M. k. kempi (Sharpe, 1905) – Sierra Leone, délkelet-Guinea, Libéria, dél-Elefántcsontpart, dél-Ghána, délnyugat-Nigéria;
- M. k. flammeus (Marchant, 1950) – délkelet-Nigéria, nyugat-Kamerun.

## Előfordulása
Afrika nyugati részén, Elefántcsontpart, Ghána, Guinea, Kamerun, Libéria, Nigéria és Sierra Leone területén honos. Természetes élőhelyei a szubtrópusi vagy trópusi síkvidéki és hegyi esőerdők. Állandó, nem vonuló faj.

## Megjelenése
Testhossza 13 centiméter, testtömege 10-14 gramm.

## Életmódja
Rovarokkal, pókokkal táplálkozik.

## Természetvédelmi helyzete
Az elterjedési területe nagyon nagy, egyedszáma pedig stabil. A Természetvédelmi Világszövetség Vörös listáján nem fenyegetett fajként szerepel.